# Lustrochernes grossus
Espèce
Synonymes
- Chelanops grossus Banks, 1893

Lustrochernes grossus est une espèce de pseudoscorpions de la famille des Chernetidae.

## Distribution
Cette espèce se rencontre aux États-Unis au Colorado, au Nouveau-Mexique et en Arizona et au Mexique.

## Description
Le mâle mesure 3,3 mm et la femelle 4,7 mm.

## Publication originale
- Banks, 1893 : New Chernetidae from the United States. Canadian Entomologist, vol. 25, p. 64-67 (texte intégral).